# Ipoltica (potok)
Ipoltica je nízkotatranský potok na horním Liptově, protéká východní částí okresu Liptovský Mikuláš. Je to levostranný přítok Černého Váhu, má délku 16 km a je tokem III. řádu. Potok postupně protéká přes tři údolí: Hoškovou, Ráztoky a Ipolticu.
V údolí Ráztoky jsou vybudovány dvě vodní nádrže, které v minulosti sloužily ke splavování dřeva. Údolím Ipoltice a sousedními údolími vedla v minulosti lesní železnice, která vedla z údolí Hoškové (od soutoku s Hromiskem) až do Čiernovážské doliny.

## Pramen
Pramení v Nízkých Tatrách, v podcelku Kráľovohoľské Tatry, na západo-severozápadním svahu Oravcové (1544 m) v nadmořské výšce cca 1405 m.

## Popis toku
Od pramene teče na krátkém úseku na sever, obloukem se stáčí na severovýchod a na horním toku protéká údolím Hošková, kde přibírá Hromisko a Sněžnou zleva. Od soutoku s levostranným přítokem z JZ svahu Nemecké teče na krátkém úseku na východ k soutoku s pravostrannou Driečnou, znovu se stáčí na severovýchod a na středním toku protéká údolím Ráztoka. V tomto údolí nejprve přibírá pravostranný Široký potok u myslivny Ráztoky, následně napájí malou vodní nádrž, protéká vedle myslivny Lacková na levém břehu a přibírá přítoky z údolí Studená zleva a z Malinové doliny zprava. Pak teče v blízkosti myslivny Javorinka na levém břehu, zprava přibírá Medvedí potok, přechodně teče k severu, následně přibírá i svůj nejdelší přítok – Dikulu z téže strany a výrazně rozšířeným korytem pokračuje údolím Ipoltica na dolním toku. Od soutoku s přítokem ze západního svahu Zadního Grúně mění směr toku na severoseverozápad, z obou stran přibírá několik převážně krátkých přítoků, z nich vynikají levostranné Mandiška a těsně před ústím ještě Plevovský potok, který se vlévá v osadě Čierny Váh. Přibližně 300 m severněji od soutoku s Plevovským potokem se Ipoltica vlévá do Černého Váhu.

## Geomorfologické celky
- Nízké Tatry
  - Kráľovohoľské Tatry
  - Priehyba

## Přítoky
- Pravostranné: tři přítoky z lokality Komorská základina, přítok pramenící západně od kóty 1210 m, Driečna, Široký potok, krátký přítok pramenící na západním svahu Malé Vápenice ( 1487 m), přítok z Malinové doliny, přítok z lokality Kutová, Medvedí potok, Dikula, přítok ze západního svahu Zadného Grúně (1321 m), přítok ze západního svahu Grúně (1309 m}), přítok vznikající západně od kóty 1265 m, přítok vznikající jižně od kóty 1247 m, přítok vznikající západně od kóty {1247 m, krátký přítok z jižního svahu Murániku (1131 m), krátký přítok z jihozápadního svahu Murániku

- Levostranné: krátký přítok z východního svahu Zadné hole, krátký přítok ze severovýchodního svahu Zadné hole, krátký potok z východního svahu Zadné Široké (1534 m), Hromisko, Snežná, přítok z jihovýchodního svahu Veľkého boku (1727 m), přítok z jihozápadního svahu Nemecké (1535 m), přítok z jihovýchodního svahu Nemecké, přítok vznikající jihovýchodně od kóty 1357 m, přítok z údolí Studená, přítok z východního svahu Holice (1574 m) , přítok vznikající jižně od Mendíčky (1411 m), přítok z jihozápadního svahu Oselné (1299 m), přítok z východního svahu Oselné, přítok ze SSZ svahu Oselné, Mandiška, tři krátké přítoky pramenící jihovýchodně od Garajky (1161 m), dva krátké přítoky vznikající východně od Garajky, dva krátké přítoky vznikající severovýchodně od Garajky, dva krátké přítoky vznikající severně od Garajky, Plevovský potok

## Ústí
Do Černého Váhu se vlévá u osady Čierny Váh v nadmořské výšce 741 m, cca 300 m nad vtokem Černého Váhu do vodní nádrže Čierny Váh.

## Obce
Ipoltica neprotéká žádnou obcí, protéká neobývaným a hustě zalesněným územím v NAPANTu, v jižní části katastrálního území obce Východná. Jediným obydleným sídlem v povodí Ipoltice je osada Čierny Váh v okolí ústí.